# Google Alerts
Google Alerts là một dịch vụ được cung cấp bởi Google cho phép người dùng đăng ký nhận e-mail thông báo về những thông tin mới nhất về những từ khóa họ tìm kiếm.